# 王裕晏
王裕晏（1933年1月—），男，山东临沭人，中华人民共和国政治人物，曾任山东省人民政府副省长，山东省政协副主席。